# Zapalenie zatok przynosowych
Zapalenie zatok przynosowych (łac. sinusitis paranasales) – stan zapalny zatok przynosowych.

## Klasyfikacja

### Podział ze względu na umiejscowienie
W zależności od zajęcia danych zatok, rozróżnia się:
- zapalenie zatok czołowych,
- zapalenia zatok szczękowych,
- zapalenie zatok sitowych,
- zapalenie zatoki klinowej.

## Podział ze względu na przebieg kliniczny
- Ostre zapalenie zatok - jako wynik infekcji wirusowej i bakteryjnej, w przebiegu której dochodzi do zajęcia zatok, objawy utrzymują się poniżej 3 tygodni, a po wyleczeniu błona śluzowa zatok wraca do stanu prawidłowego.
- Nawracające zapalenie zatok - nawracające (co najmniej 4 epizody w trakcie roku, przeplatane przynajmniej 8 tygodniowymi okresami prawidłowego stanu błony śluzowej). Nawet przy tak nawracającym charakterze, nie dochodzi do przewlekłych zmian błony śluzowej.
- Przewlekłe zapalenia zatok przynosowych - to stan, kiedy objawy zapalenia zatok utrzymują się powyżej 6 tygodni, lub w ciągu roku wystąpiły więcej niż 4 epizody ostrego zapalenia zatok (i trwały powyżej 10 dni) oraz towarzyszą im zmiany błony śluzowej, najczęściej widoczne w badaniu tomografii komputerowej.

## Objawy chorobowe
Przebiega jako infekcja błony śluzowej światła którejś z zatok (najczęściej szczękowej) i zwykle towarzyszą jej objawy zapalenia błony śluzowej nosa (co bywa określane łac. rhinosinusitis), towarzyszy temu gorączka (w przypadkach ostrych) oraz ból o zmiennej lokalizacji:
- czoła (zwłaszcza przy ucisku) w przypadku zapalenia zatok czołowych
- szczęki, górnych zębów lub policzka w przypadku zapalenia zatoki szczękowej
- okolicy nasady nosa w przypadku zapalenia zatok sitowych (dodatkowo zwykle towarzyszy temu obrzęk powiek)
- szczytu głowy lub ucha w przypadku zapalenia zatoki klinowej.

## Czynniki usposabiające
Wystąpieniu zapalenia zatok sprzyjają wszystkie stany doprowadzające do zaburzeń transportu śluzowo-rzęskowego (czyli mechanizmu oczyszczania nosa), stany zapalne w obrębie nosa (obrzęk i zatkanie ujścia zatok), zaburzenia odporności i niektóre choroby:
- nosicielstwo paciorkowców grupy A
- alergiczny nieżyt nosa lub astma oskrzelowa
- zanieczyszczenie pyłami i dymami środowiska (np. palenie papierosów)
- próchnica zębów lub stan po leczeniu stomatologicznym (zatoki szczękowe)
- zaburzenia anatomiczne, jak skrzywienie przegrody nosa
- pływanie, a zwłaszcza nurkowanie
- mukowiscydoza
- zespół Kartagenera
- zespół nieruchomych rzęsek.

## Czynniki etiologiczne
- wirusowe - zwłaszcza rhinowirusy, wirusy grypy i paragrypy
- bakteryjne
  - zapalenia ostre:
    - Streptococcus pneumoniae
    - Haemophilus influenzae
    - Moraxella catarrhalis

  - zapalenia przewlekłe
    - te same bakterie, jak w przypadku zapaleń ostrych, ale szczególnie często bakterie beztlenowe
- grzybicze

## Rozpoznanie
- wywiad

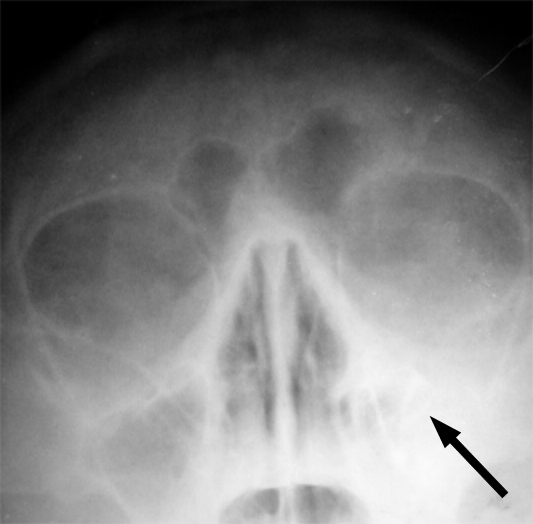
Brak przejrzystości lewej zatoki szczękowej oznacza obecność płynu (ropy) lub obrzęk błony śluzowej

- badania dodatkowe - rynoskopia przednia, czyli oglądanie błony śluzowej nosa ujawnia obecność wydzieliny ropnej i rozlany obrzęk błony śluzowej nosa
- badania dodatkowe
  - badanie radiologiczne
  - badanie tomograficzne zatok
  - aspiracja płynu z zatoki drogą punkcji zatok
  - diagnostyka alergologiczna w przypadku podejrzenia takiego tła choroby.

Według Amerykańskiej Akademii Otolaryngologii, Chirurgii Głowy i Szyi do rozpoznania zapalenia zatok wymagane jest istnienie 2 objawów "dużych" i 2 objawów "małych"
Objawy duże
- ból lub ucisk w okolicy twarzy
- uczucie "nabrzmienia" twarzy
- niedrożność nosa
- ropna wydzielina w nosie lub jej ściekanie po tylnej ścianie gardła
- zaburzenia węchu
- gorączka (zapalenie ostre)

Objawy małe
- ból głowy
- przykry zapach z ust
- bóle zębów
- kaszel
- ból lub uczucie zatkania ucha

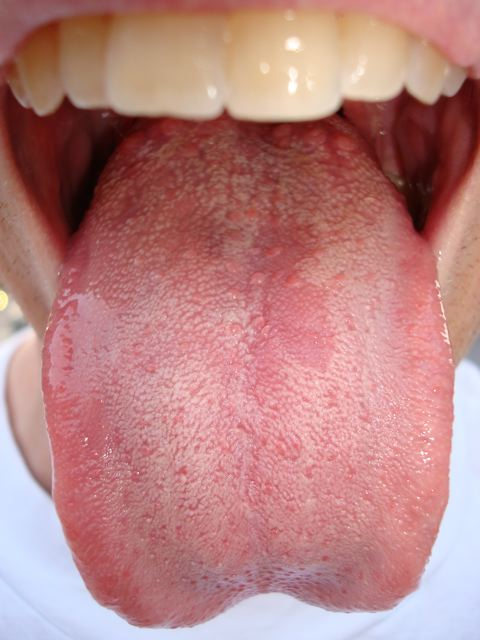
Asymetrycznie obłożony język z powodu drenażu z grzybiczego zapalenia zatok

- uczucie zmęczenia (zapalenie przewlekłe)
- stany podgorączkowe (zapalenie przewlekłe)

## Leczenie
- leki z grupy antybiotyków – z uwagi na utrudnioną penetrację do zatok powinny być stosowane 10–14 dni
- płukanie (zabieg Proetza) lub drenaż zatok (punkcja zatoki)
- zmniejszenie obrzęku nosa
  - leki miejscowe w postaci kropli przez kilka dni
  - leki przeciwhistaminowe w postaci tabletek (cetyryzyna, loratadyna)
  - leki mukolityczne i leki mukokinetyczne takie jak ambroksol, który jest szczególnie polecany, gdyż zwiększa penetrację antybiotyku do błony śluzowej
- objawowe leczenie przeciwbólowe (leki z grupy niesteroidowych leków przeciwzapalnych)
- kortykosteroidy donosowe w przypadku infekcji o podłożu alergicznym
- leczenie chirurgiczne
  - obecnie zalecane są zabiegi chirurgii endoskopowej, tzw. czynnościowej endoskopowej chirurgii zatok (ang. FESS - functional endoscopic sinus surgery)
- leczenie immunostymulujące
  - różne preparaty zawierające antygeny bakteryjne
    - Luivac
    - Ribomunyl
    - Broncho-Vaxom
    - Polyvaccyna

  - inne leki
    - lewamizol
    - pranobeks inozyny
    - biostymina

## Powikłania zapalenia zatok przynosowych
- Powikłania oczodołowe zapalenia zatok przynosowych
- Powikłania wewnątrzczaszkowe zapalenia zatok przynosowych

## Klasyfikacja ICD10
| kod ICD10     | nazwa choroby                                      |
| ------------- | -------------------------------------------------- |
| ICD-10: J01   | Ostre zapalenie zatok przynosowych                 |
| ICD-10: J01.0 | Ostre zapalenie zatok szczękowych                  |
| ICD-10: J01.1 | Ostre zapalenie zatok czołowych                    |
| ICD-10: J01.2 | Ostre zapalenie komórek sitowych                   |
| ICD-10: J01.3 | Ostre zapalenie zatok klinowych                    |
| ICD-10: J01.4 | Ostre zapalenie wszystkich zatok                   |
| ICD-10: J01.8 | Inne ostre zapalenie zatok                         |
| ICD-10: J01.9 | Nieokreślone ostre zapalenie zatok                 |
| ICD-10: J32   | Przewlekłe zapalenie zatok przynosowych            |
| ICD-10: J32.0 | Przewlekłe zapalenie zatok szczękowych             |
| ICD-10: J32.1 | Przewlekłe zapalenie zatok czołowych               |
| ICD-10: J32.2 | Przewlekłe zapalenie komórek sitowych              |
| ICD-10: J32.3 | Przewlekłe zapalenie zatok klinowych               |
| ICD-10: J32.4 | Przewlekłe zapalenie wszystkich zatok przynosowych |
| ICD-10: J32.8 | Inne przewlekłe zapalenie zatok                    |
| ICD-10: J32.9 | Nieokreślone przewlekłe zapalenie zatok            |

Przeczytaj ostrzeżenie dotyczące informacji medycznych i pokrewnych zamieszczonych w Wikipedii.